# Aristaea machaerophora
Aristaea machaerophora är en fjärilsart som först beskrevs av Turner 1940.  Aristaea machaerophora ingår i släktet Aristaea och familjen styltmalar. Inga underarter finns listade i Catalogue of Life.